# 20 kilomètres marche masculin aux championnats du monde d'athlétisme 2009
Navigation
Osaka 2007 Daegu 2011
L'épreuve du 20 kilomètres marche masculin des championnats du monde de 2009 s'est déroulée le 15 août 2009 dans les rues de Berlin, en Allemagne. Elle est remportée par le Chinois Wang Hao après disqualification pour dopage en 2015 du Russe Valeriy Borchin,.

## Critères de qualification
Pour se qualifier pour l'épreuve, il fallait avoir réalisé moins de 1 h 22 min 30 s du 1er janvier 2008 au 3 août 2009 (minima B : 1 h 24 s 20).

## Médaillés
| Or       | Argent       | Bronze         |
| Wang Hao | Eder Sanchez | Giorgio Rubino |

## Favoris de l'épreuve
Le grand favori semblait être le jeune (23 ans) champion olympique, Valeriy Borchin qui détenait le meilleur temps de l'année (1 h 17 min 38) et n'avait jamais été battu en 2009, lors de ses trois compétitions de marche. Ses principaux opposants pour le titre étaient sans doute Jared Tallent (AUS) et Wang Hao (CHN) : Tallent avait remporté deux médailles à Pékin (y compris celle de la 50 km) et le très jeune Wang (20 ans seulement le 16 août) n'avait manqué une médaille à Pékin que de 5 s — et il avait également remporté le Challenge de marche à Rio Maior en 1 h 19 min 27 s, son meilleur temps.
L'Espagnol Francisco Javier Fernández qui a désormais 32 ans a remporté trois médailles d'argent à la suite (2003 - 2005 - 2007) mais il ne semblait plus si en forme malgré sa victoire lors du Challenge de marche à Sesto San Giovanni en 1 h 19 min 57 s.
Parmi les autres possibles vainqueurs, les deux Italiens, Giorgio Rubino et Ivano Brugnetti.
Le dernier avait déjà été champion du monde (de la 50 km) et champion olympique (en 2004) : il avait terminé 5e à Pékin, très près du podium. Le plus jeune Rubino, 22 ans, n'a jamais encore remporté de médaille majeure — mais il avait terminé 5e lors des championnats du monde de 2007 et a déjà remporté la Coupe d'Europe cette saison.
Parmi les marcheurs qui semblaient être également en forme, se trouvent les Chinois Chu Yafei et Li Jianbo de même que Eder Sánchez (MEX) ou Erik Tysse (NOR) qui avaient obtenu de bons temps cette saison. Le Mexicain était 4e en 2007 et avait failli obtenir la médaille de bronze.

## Compétition
Pendant les premières 30 minutes de la marche, trois leaders (qui ont parcouru en 26 min exactement les premiers 4 km) mènent le train, détachés assez loin devant le reste du groupe, à 12 s environ : ce sont Ivano Brugnetti, Giorgio Rubino et Erik Tysse, avec le Brésilien Zimmermann, un temps derrière, finalement disqualifié au 4e km. Après 38 min de marche, les deux Italiens se détachent un moment du Norvégien qui revient sur eux. Aux 45 min de marche, seul Rubino reste légèrement détaché en tête, un groupe de 8 marcheurs s'étant formé à sa suite. Adam Rutter (AUS) prend ensuite un temps la tête de la marche vers la 48e minute, avant d'être disqualifié. Un groupe plus important, comprenant Borchin, Wang, Sanchez, Lopez, Tallent et Rubino prend alors le large, avec une attaque décisive de Borchin à la 56e min. Puis, seuls Borchin et Wang se détachent du groupe après la première heure. Borchin prend ensuite jusqu'à 24 s d'avance sur Wang pour remporter la marche en 1 h 18 min 41, devant Wang 1 h 19 min 05, le Mexicain Sanchez et l'Italien Rubino, tous en moins de 1 h 20 min.
Le 20 janvier 2015, Borchin était disqualifié pour son passeport biologique et perdait le titre remporté six ans plus tôt.

## Résultats
| Rang               | Athlète         | Temps                |
| ------------------ | --------------- | -------------------- |
| —                  | Valeriy Borchin | DQ                   |
| Médaille d'or      | Wang Hao        | 1 h 19 min 06 s (PB) |
| Médaille d'argent  | Eder Sánchez    | 1 h 19 min 22 s (SB) |
| Médaille de bronze | Giorgio Rubino  | 1 h 19 min 50 s      |
| 4                  | Luis López      | 1 h 20 min 03 s (NR) |
| 5                  | Jared Tallent   | 1 h 20 min 27 s      |
| 6                  | Erik Tysse      | 1 h 20 min 38 s      |
| 7                  | Jesús Sánchez   | 1 h 20 min 52 s (PB) |
| …                  |                 |                      |

## Légende
Records et Performances
- AR : Record continental (area record)
- CR : Record des championnats (championship record)
- MR : Record du meeting (meet record)
- NR : Record national (national record)
- OR : Record olympique (olympic record)
- PR : Record paralympique (paralympic record)
- PB : Record personnel (personal best)
- SB : Meilleure performance personnelle de la saison (season's best)
- WL : Meilleure performance mondiale de l'année (world leader)
- WJR : Record du monde junior (world junior record)
- WR : Record du monde (world record)

Circonstances et Conditions
- DNF : N'a pas terminé (did not finish)
- DNS : N'a pas pris le départ (did not start)
- DQ : Disqualification (disqualification)
- NM : Aucun essai valable enregistré (No Mark)
- Q : Qualifié « directement » au prochain tour (ou à la prochaine compétition), lors d'une compétition majeure, grâce au classement ou à la réalisation des minima (automatic qualifier)
- q : Qualifié au prochain tour (ou à la prochaine compétition), lors d'une compétition majeure, grâce au repêchage ou à la réalisation de l'une des meilleures performances parmi celles des « non qualifiés directement » (grâce au meilleur temps ou à la meilleure distance par exemple) (secondary qualifier)